# Sister Sledge

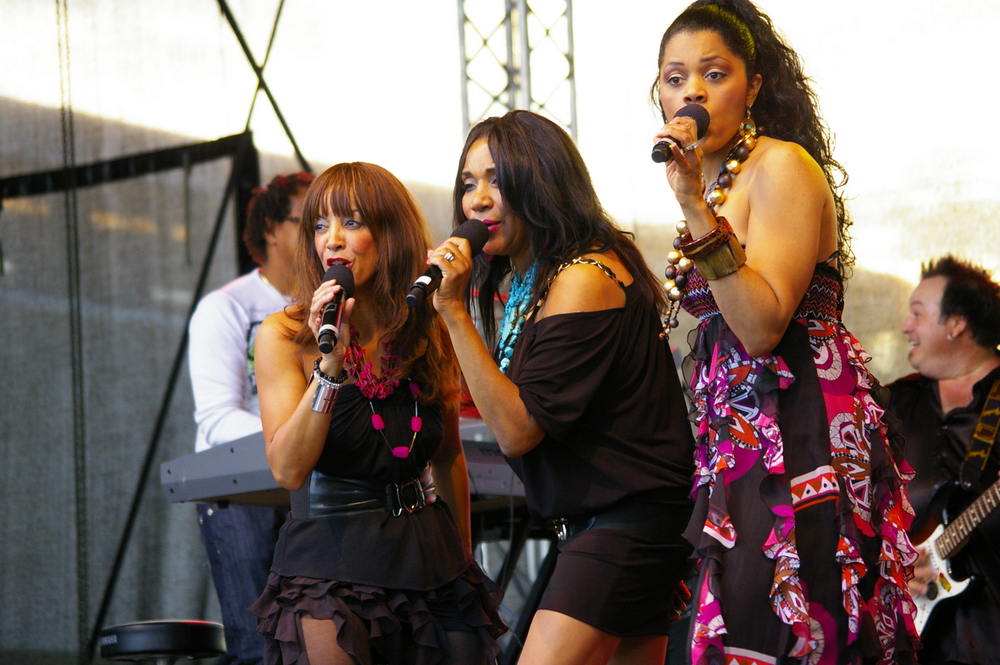
Sister Sledge, 2008 in Wien

Sister Sledge ist ein amerikanisches Soul- und Funk-Gesangsduo aus Philadelphia, Pennsylvania. Berühmt wurde Sister Sledge zunächst als Quartett, bestehend aus den Schwestern Kim, Debbie, Joni und Kathy, die als Lead-Sängerin die Gruppe für eine Solo-Karriere bereits 1989 verließ. Joni starb im März 2017.

## Geschichte
Zu Beginn der gemeinsamen Karriere sangen die Schwestern Gospel. Sie gaben sich zunächst in Anlehnung an das Dasein ihrer Großmutter Viola Williams als Opernstar den Bandnamen „Mrs. Williams' Grandchildren“ und absolvierten Auftritte auf verschiedenen Partys. Anfang der 1970er Jahre erfolgte die Umbenennung in „Sister Sledge“. Die ersten Singles der Girlgroup waren Time Will Tell (1971) und The Weatherman (1973).
1975 hatte die Band ihre erste Hitparadennotierung mit Love Don’t You Go Through No Changes on Me (US Platz 94) und Mama Never Told Me (UK Platz 20). Gegen Ende der 1970er Jahre kreierte Sister Sledge gemeinsam mit Nile Rodgers und Bernard Edwards von Chic einen neuen Stil, der Disco-, Funk- und Soul-Elemente miteinander verband.
Anfang 1979 gelang mit der Single He’s the Greatest Dancer erstmals der Einstieg in die Top 10 in England (Platz 6) und den USA (Platz 9). Ein noch größerer Erfolg war nur zwei Monate später das Lied We Are Family, das neben Platzierungen in den Top 10 der UK- (Platz 5) und US-Charts (Platz 2) auch in der Schweiz (Platz 6) und in Deutschland (Platz 26) Hitparadenplätze erklomm. Die im Sommer folgende Single Lost in Music kletterte auf Platz 17 in England. (Der 1984er Mix war noch erfolgreicher: Platz 4 in England und Platz 18 in Deutschland.)
Bis einschließlich 1984 veröffentlichte das Quartett eine Vielzahl weiterer Singles, von denen sich vier in den amerikanischen und/oder englischen Charts platzieren konnten, z. B. Thinking of You 1984 auf Platz 11 im Vereinigten Königreich. 1985 gelang mit Frankie noch einmal ein weltweiter Erfolg und erstmals ein Nummer-eins-Hit in England. Die Single stieg außerdem in Deutschland auf Platz 13, in Österreich, wo es bis heute der einzige Charthit ist, auf Platz 27 und in den USA auf Platz 75. Noch im selben Sommer hatte die Gruppe mit Dancing on the Jagged Edge einen kleinen Hit in den britischen Charts (Platz 50).
Sister Sledge arbeiteten neben ihren eigenen Plattenproduktionen auch als Studiochor für andere Künstler wie Elton John. Kathy Sledge verließ die Gruppe 1989 und begann 1992 eine Solokarriere. Sister Sledge machte als Trio weiter. Mit einem Remix von Lost in Music, der in Deutschland Platz 56 erreichte, gelang 2003 ein letztes Mal der Einstieg in eine Hitparade. Die Gruppe trat 2015 bei einem Konzert für Papst Franziskus auf und hatte ihren letzten Auftritt als Trio im Oktober 2016. Nach dem Tod von Joni tritt Sister Sledge nur noch als Duo auf, bisweilen unterstützt von Töchtern.

## Mitglieder
- Debbie Sledge (* 9. Juli 1954) – Gesang
- Joni Sledge (* 13. September 1956 – tot aufgefunden 10. März 2017)[2] – Gesang
- Kim Sledge (* 21. August 1957) – Gesang
- Kathy Sledge (* 6. Januar 1959) – Gesang (bis 1989)

## Diskografie
Studioalben

| Jahr | Titel                             | Höchstplatzierung, Gesamtwochen, AuszeichnungChartplatzierungen (Jahr, Titel, Platzierungen, Wochen, Auszeichnungen, Anmerkungen) | Höchstplatzierung, Gesamtwochen, AuszeichnungChartplatzierungen (Jahr, Titel, Platzierungen, Wochen, Auszeichnungen, Anmerkungen) | Höchstplatzierung, Gesamtwochen, AuszeichnungChartplatzierungen (Jahr, Titel, Platzierungen, Wochen, Auszeichnungen, Anmerkungen) | Anmerkungen                                                                    |
| Jahr | Titel                             | UK | US | R&B | Anmerkungen                                                                    |
| ---- | --------------------------------- | --- | --- | --- | ------------------------------------------------------------------------------ |
| 1975 | Circle of Love                    | — | — | R&B56 (3 Wo.)R&B | Erstveröffentlichung: Februar 1975 Produzenten: Bert DeCoteaux, Tony Silvester |
| 1979 | We Are Family                     | UK7 Gold · (39 Wo.)UK | US3 Platin · (33 Wo.)US | R&B1 (34 Wo.)R&B | Erstveröffentlichung: Februar 1979 Produzenten: Bernard Edwards, Nile Rodgers  |
| 1980 | Love Somebody Today               | — | US31 (15 Wo.)US | R&B7 (19 Wo.)R&B | Erstveröffentlichung: Februar 1980 Produzenten: Bernard Edwards, Nile Rodgers  |
| 1981 | All American Girls                | — | US42 (29 Wo.)US | R&B13 (25 Wo.)R&B | Erstveröffentlichung: Februar 1981 Produzent: Narada Michael Walden            |
| 1982 | The Sisters                       | — | US69 (14 Wo.)US | R&B17 (16 Wo.)R&B | Erstveröffentlichung: Februar 1982 Produzenten: Sister Sledge                  |
| 1983 | Bet Cha Say That to All the Girls | — | US169 (8 Wo.)US | R&B35 (17 Wo.)R&B | Erstveröffentlichung: Mai 1983 Produzenten: George Duke, Cheryl R. Brown       |
| 1985 | When the Boys Meet the Girls      | UK19 Silber · (11 Wo.)UK | — | R&B52 (6 Wo.)R&B | Erstveröffentlichung: Juni 1985 Produzent: Nile Rodgers                        |

Weitere Studioalben
- 1977: Together
- 1992: And Now … Sledge … Again
- 1993: Lost in Music
- 1998: African Eyes
- 2003: Style

## Coverversionen von Sister-Sledge-Songs
- 1990: All The Man That I Need – Whitney Houston (Platz 1 der US-Charts)
- 1993: Lost in Music – The Fall
- 1995: We Are Family – Babes in Toyland
- 1998: We Are Family – Spice Girls
- 1999: Thinking of You – Monday Michiru
- 2004: Thinking of You – Paul Weller